# 藤井博司
藤井 博司（ふじい ひろし、1961年 - ）は、日本の漫画家。出雲市出身。実業之日本社刊などの学習漫画で活躍している。「藤井ひろし」名義の著書も存在する。

## 人物
『まいっちんぐマチコ先生』の頃のえびはら武司のアシスタント経験有り。『遠山の金ちゃん』の頃の板井れんたろうのアシスタントが最も長期間。1984年、第21回赤塚賞佳作受賞。『碁ワールド』誌では、2010年から2014年12月号まで四コママンガ『星のあつみ』連載。
25歳の時に十二指腸潰瘍になったことがある。2015年、食道癌を患い喉頭除去などの手術を受けた。これにより言葉を発することができなくなった。後に、この頃の出来事をpixivの漫画で詳述している（外部リンク参照）。
感銘を受けた漫画家は吾妻ひでお、前川涼。

## 著書一覧
- 『まんがで攻略 四字熟語なんて こわくない!』（前沢明共著）実業之日本社発行、1991年5月21日初版発行。 ISBN 4-408-36112-7
- 『まんがで攻略 天気予報はおもしろい』（清水潔共著）実業之日本社発行、1992年3月1日発行。
- 『マンガで科学入門　アインシュタイン相対性理論』（福江純監修）技術評論社、2005年8月3日発行。
- 『棋苑漫画読本 囲碁入門編(1)-(4)』棋苑図書、2008 - 2010年。
- 『マンガ版 将棋入門 はじめてでもすぐ指せるようになる!』創元社発行、2010年7月21日初版発行。
- 『星のあつみ』 - 月刊碁ワールドにて連載。星あつみ（高一）と妹の星めめ（中一）は、父（那智）、母（千代子、旧姓白石）とともに囲碁好き家族。あつみは同級生の三立誠、桂あやと囲碁部を作っている。近所に小学生プロ棋士の天地はじめが住んでいる。あつみはしばしば父の接待碁に駆り出される。枠外にキャラ紹介が毎回描かれる。